# 法尔卡什·拜尔陶隆
法尔卡什·拜尔陶隆（1949年8月2日—）是匈牙利飞行员，空軍准將。他是第一位进入太空飞行的匈牙利人。

## 经历
1949年8月2日生于匈牙利久洛哈佐村。航空技校毕业。在空軍服役。1976年加入社会主义工人党。1978年1月作为国际宇航员计划最终入选的4人进入苏联能源科研生产联合公司。3月进入最终名单，开始在加加林宇航员培训中心接受航天飞行训练。1980年5月26日和瓦列里·库巴索夫乘联盟36号飞船升空，在绕地球飞行1天后与礼炮6号空间站对接。约7天后乘坐联盟35号成功降落地面。他获得了匈牙利人民共和国英雄和苏联英雄荣誉称号。
东欧剧变后，他加入了匈牙利保守政党民主论坛，2006年在包克陶洛蘭特哈佐选区当选议员

## 私人生活
拜爾陶隆與阿尼科·法卡斯（Anikó Farkas）結婚，育有四個孩子，分別為加博爾（Gábor），愛田（Aida），亞當（Ádám）及巴塞洛繆（Bertalan）。他個人非常熱愛打網球。

他是匈牙利保守黨匈牙利民主論壇的成員，並曾於2006年參加巴塔洛蘭塔薩（Baktalórántháza）區議會選舉。他亦曾在匈牙利的耶路撒冷聖拉撒路軍事和醫院勳章中擔任指揮官（CLJ）。